# TRM 2000
2噸運載型全輪驅動式戰術卡車（法文：Toutes Roues Motrices 2000，TRM 2000），為法國雷諾汽車開發的軍用卡車，被法國等國家軍隊使用。在不整地行進的速度上，遠超過過去的軍用卡車。

## 概要
為了取代由1950年代開始使用的GBC 180卡車，雷諾汽車在1970年代開始開發TRM（全輪驅動車）系列，至1981年TRM2000開始量產使用。
目前共計生產12,000台。